# سرویکوس آئرئوس د لوس آندس
سرویکوس آئرئوس د لوس آندس (به انگلیسی: Servicios Aéreos de los Andes) یک شرکت هواپیمایی است. دفتر مرکزی سرویکوس آئرئوس د لوس آندس در لیما، پرو واقع شده‌است و قطب این شرکت هواپیمایی در فرودگاه بین‌المللی خورخه چاوز قرار دارد.